# Иподиакон
Иподиа́кон (или субдиа́кон) — клирик в христианской церкви, являющийся в настоящее время промежуточным звеном между младшим и старшим клиром.

## В православии
Иподиа́кон, поддья́кон, подья́чий (ст.‑слав. иподϊа́конъ, подъдϊа́конъ, подъдья́къ, греч. ὑποδιάκονος от греч. ὑπο — «под», «внизу» + греч. διάκονος — служитель) — церковнослужитель в Православной церкви, служащий главным образом при архиерее во время его священнодействий, нося перед ним в указанных случаях трикирий, дикирий и рипиды, подстилая орлец, поднося сосуды для омовения рук и чиновник архиерейского священнослужения, облачая и совершая некоторые другие действия.
В современной церкви иподиакон не относится к высшим клирикам, хотя до XIII века относился к диаконату, но после реформ патриарха Мануила Харитопула Сарантина, из-за того, что иподиаконы ставили себя в одно положение с диаконами, патриарх де-юре лишил иподиаконат степени высшего клира, приказав совершать хиротонию не в алтаре перед Великим входом, а в центре храма, как и низших клириков. При этом иподиакон облачается в стихарь и имеет одну из принадлежностей диаконского сана — орарь, который надевается крестообразно через оба плеча и символизирует ангельские крылья.

## В католицизме
Субдиа́кон (лат. subdiaconus) — в католической церкви один из санов церковнослужителя, отменённый во второй половине XX века при введении современного римского обряда.
Субдиаконат представлял собой промежуточную ступень между так называемыми малыми чинами (остиарием, чтецом, экзорцистом и аколитом) и, с другой стороны, высшими степенями священства — диаконом, священником и епископом. При поставлении в субдиакона, как и в случае посвящения в малый чин, не совершалось таинства рукоположения; однако от субдиаконов уже требовалось соблюдение целибата и ежедневное чтение часов, как и от диаконов с пресвитерами. Как правило, субдиаконат являлся переходной ступенью к диаконату и священству, постоянный субдиаконат был существенной редкостью.
Церемония поставления в субдиаконат проводилась, как правило, епископом и заключалась во вручении кандидату евхаристической чаши, патены, сосудов с водой и вином, одеяний субдиакона и книги апостольских Посланий. Во время торжественных месс в обязанности субдиакона входило чтение Посланий, он держал Евангелие перед диаконом во время евангельского чтения, во время торжественных процессий нёс распятие. Облачением субдиакона служила туника, весьма схожая с диаконской далматикой. Субдиакон имел право носить манипул, однако не имел права надевать столу.
При создании современного римского обряда субдиаконат был отменён апостольским посланием motu proprio «Ministeria quaedam» папы Павла VI от 15 августа 1972 года. Институт субдиаконата сохраняется в католических традиционалистических институтах, как находящихся в общении с Римским престолом (Братство св. Петра), так и находящихся в состоянии разрыва (Священническое братство св. Пия Х).